# Кимберлинг Сити (Мисури)
Кимберлинг Сити (енгл. Kimberling City) град је у америчкој савезној држави Мисури.

## Демографија
По попису из 2010. године број становника је 2.400, што је 147 (6,5%) становника више него 2000. године.
| Група             | 2000.         | 2010.         |
| Белци             | 2.191 (97,2%) | 2.326 (96,9%) |
| Афроамериканци    | 5 (0,2%)      | 5 (0,2%)      |
| Азијати           | 3 (0,1%)      | 12 (0,5%)     |
| Хиспаноамериканци | 25 (1,1%)     | 30 (1,3%)     |
| Укупно            | 2.253         | 2.400         |